# Inspection du travail (France)
 (mai 2008).
Pour les articles homonymes, voir Inspection du travail.
En France, l'inspection du travail est un service de contrôle chargé de veiller à la bonne application du droit du travail par les entreprises privées et publiques. L'inspection du travail est assurée par des agents de contrôle, les inspecteurs du travail et les contrôleurs du travail (corps en voie d'extinction avec la réforme de l'inspection du travail initiée par Michel Sapin). L'inspection du travail est rattachée à la direction générale du travail mais ses agents sont essentiellement basés dans les directions régionales de l'économie, de l'emploi, du travail et des solidarités (DREETS) à l'échelle régionale et dans les directions départementales de l'emploi, du travail et des solidarités (DDETS) à l'échelle départementale. 

## Histoire

### Création
Une juridiction, le conseil de prud'hommes, est créée en 1806, mais il manque alors un mécanisme de contrôle administratif, chargé de transmettre à la justice les plaintes des salariés, voire de s'y substituer. À la suite des rapports du Dr Louis René Villermé, mettant en évidence les conditions de travail des enfants, la loi du 22 mars 1841 interdit le travail des enfants de moins de huit ans. Un corps est créé pour contrôler l'application de cette loi mais celui-ci manque d'indépendance.
Le corps actuel d'inspecteur du travail est créé en 1892. La France est précédée par l'Angleterre (Factory act de 1844), l'Allemagne (loi sur l'industrie du 1er juin 1891) et les États-Unis. L'inspection du travail est créée par la loi du 19 mai 1874, instituant un service de 15 inspecteurs divisionnaires et des inspecteurs départementaux. Cette organisation devait être financée par les Conseils généraux, à leur initiative. Devant le peu d'empressement de ces derniers, et à la suite de la Conférence internationale sur le Travail, réunie à Berlin le 15 mars 1890, prévoyant l'instauration d'une législation internationale du travail, les autorités françaises créèrent, par la loi du 2 novembre 1892 un corps d'inspecteurs, fonctionnaires d'État. La loi prévoit la possibilité pour l'inspecteur de pénétrer librement dans toute entreprise, il pourra alors saisir le juge qui sanctionnera les obstacles (article L8114-1 du code du travail) à ce droit ; la loi édictait également une durée maximale de travail des enfants, des femmes et des filles mineures. La fonction a été popularisée notamment par l'inspecteur Pierre Hamp, qui tint une chronique dans L'Humanité de 1906 à 1912[réf. nécessaire]. L'inspection du travail a été rattachée au ministère du travail, lors de sa création en 1906. La convention internationale de l'OIT no 81 du 11 juillet 1947 oblige tous les pays l'ayant ratifiée à « organiser un système d'inspection du travail chargé d'assurer l'application des dispositions légales relatives aux conditions de travail et à la protection des travailleurs dans l'exercice de leur profession » ; la France l'a ratifiée par la loi du 10 août 1950.

### Situation avant la réforme de 2009
Les inspecteurs du travail appartiennent à un corps interministériel. Avant la réforme de 2008, ils étaient affectés à l'un des trois ministères différents (ils pouvaient à tout moment de leur carrière changer d'affectation ministérielle) :
- Le ministère du Travail pour la majorité des inspecteurs, contrôlant la plupart des entreprises employant du personnel salarié, à l'exception de celles relevant de leurs collègues affectés aux deux autres ministères ci-après
- Le ministère de l'Agriculture pour le secteur agricole. Il était en pratique défini par les entreprises relevant non du régime général de la sécurité sociale, mais de celui de la Mutualité sociale agricole. Il s'agissait des entreprises dont l'activité est matériellement agricole mais aussi d'un certain nombre de salariés employés par des entreprises directement liés à l'agriculture comme ceux du Crédit agricole.
- Le ministère des Transports pour les inspecteurs ayant une compétence spécifique sur les entreprises de transports (route, fer, air, eau) ainsi que les inspecteurs du travail maritime pour le travail maritime.

### Fusion des quatre services en 2009
La mise en œuvre de la révision générale des politiques publiques, voit les quatre inspections du Travail fusionnés au 1er janvier 2009 en un seul corps de contrôle unique d'inspection généraliste rattaché au ministère du Travail.

### 2014: «ministère fort»
La réforme est initiée par le Ministre du Travail Michel Sapin et vise à développer des méthodes plus formalisées et plus collectives, et spécialiser certaines équipes, alors que la conception traditionnelle était celle d’une inspection généraliste. Les 790 anciennes sections sont regroupées en 232 unités de contrôle. La réforme crée le responsable d’unité de contrôle et le groupe national de veille, d'appui et de contrôle,. Le corps de contrôleur du travail est alors mis en voie d'extinction et en mai 2020, 1442 contrôleurs sont devenus inspecteurs (sur un objectif de 1540), il en reste environ un millier.

## Organisation

### Unités de contrôle
Elles sont intégrées depuis 2021 au sein des directions régionales de l'économie, de l'emploi, du travail et des solidarités (DREETS) à l'échelle régionale et dans les directions départementales de l'emploi, du travail et des solidarités (DDETS).
Les unités de contrôle peuvent avoir un cadre géographique variable et ont le plus souvent une vocation généraliste. Les unités de contrôle sont subdivisées en sections. Les périmètres géographique des sections sont en principe déterminés en fonction des effectifs salariés et du nombre d'entreprises. Ces sections ont le plus souvent un caractère généraliste mais certaines d'entre elles ont vocation à couvrir plus particulièrement un domaine d'activité (sections à dominante agricole, transports, bâtiment, ...).
Un agent de contrôle, inspecteur ou contrôleur du travail, est affecté dans une section d'inspection territorialement définie. Il est placé depuis 2014 sous l'autorité d'un responsable d'unité de contrôle qui a le grade de directeur adjoint du travail. Le responsable d'unité de contrôle anime une équipe composée d'un secrétariat et plusieurs agents de contrôle. Il peut également mener avec son équipe des actions de contrôle en groupe sur le territoire affecté à son unité de contrôle (UC).
Il existe également au niveau de chaque région des unités spécialisées comme l'unité régionale d'appui et de contrôle en matière de lutte contre le travail illégal (URACTI), composée d'inspecteurs et de contrôleurs spécialisés.

## Les Agents de l'inspection du travail
La fonction d'inspecteur du travail est accessible par un concours administratif de catégorie A, les inspecteurs du travail suivent une formation de 18 mois rémunérée à l'Institut national du travail, de l'emploi et de la formation professionnelle (INTEFP) de Marcy-l'Étoile (Auvergne-Rhône-Alpes) près de Lyon.  Le concours d'inspecteur du travail est un des concours administratif de catégorie A les plus sélectif avec un taux de réussite de seulement 6.75% en 2018.
L'Institut national du travail, de l'emploi et de la formation professionnelle (INTEFP) est créé en 1975 et siège d'abord au 83 boulevard Pasteur à Paris, puis au 21 rue de la Vanne à Montrouge avant de s'installer à Lyon en 1980. Sous tutelle directe du ministère du Travail, cette école est passée au 1er janvier 2006 sous statut d'établissement public administratif par le décret no 2005-1555 du 13 décembre 2005. 
La fonction de contrôleur du travail était accessible par un concours administratif de catégorie B. Le concours a cependant été supprimé en 2014 par la réforme menée par Michel Sapin.

## Rôle et pouvoirs
Les inspecteurs et contrôleurs du travail ont pour mission principale de veiller à l'application du droit du travail dans les entreprises. Cette activité s'exerce soit par le contrôle sur les lieux, soit par l'obligation, pour les employeurs, dans certaines situations, soit d'informer les agents de contrôle, soit d'obtenir leur autorisation pour prendre certaines décisions. Les inspecteurs et contrôleurs du travail jouent enfin un rôle de conseil tant pour les employeurs que pour les salariés.
Une des spécificités de l'Inspection du travail française est son caractère généraliste. L'inspecteur du travail est compétent pour l'application de l'ensemble des lois, règlements relatifs au travail salarié. Ils contrôlent également le respect des dispositions prévues par les conventions collectives des branches professionnelles, les accords d'entreprises et d'établissements. L'action des inspecteurs du travail n'est limitée ni au contrôle et à l'engagement de poursuites pénales, ni au seul domaine de l'hygiène et sécurité du travail.

### Contrôles en entreprise
Pour accomplir leurs missions, les agents de contrôle disposent d'un droit d'entrée et de visite sans autorisation préalable dans tout lieu (hormis le domicile) dans lequel ils ont un motif raisonnable de penser qu'un travail salarié soit exercé. Ces pouvoirs, tout comme l'indépendance des agents, sont garantis par la convention n°81 de l'OIT, citée ci-dessous.
Cette convention dotée de la force obligatoire pour tous les pays l'ayant ratifiée, est notablement plus précise, en son article 12, sur ce point :
1. Les inspecteurs du travail munis de pièces justificatives de leurs fonctions seront autorisés :
- a) à pénétrer librement sans avertissement préalable à toute heure du jour et de la nuit dans tout établissement assujetti au contrôle de l'inspection ;
- b) à pénétrer de jour dans tous les locaux qu'ils peuvent avoir un motif raisonnable de supposer être assujettis au contrôle de l'inspection ;
- c) à procéder à tous examens, contrôles ou enquêtes jugés nécessaires pour s'assurer que les dispositions légales sont effectivement observées, et notamment :
  - i) à interroger, soit seuls, soit en présence de témoins, l'employeur ou le personnel de l'entreprise sur toutes les matières relatives à l'application des dispositions légales ;
  - ii) à demander communication de tous livres, registres et documents dont la tenue est prescrite par la législation relative aux conditions de travail, en vue d'en vérifier la conformité avec les dispositions légales et de les copier ou d'en établir des extraits ;
  - iii) à exiger l'affichage des avis dont l'apposition est prévue par les dispositions légales ;
  - iv) à prélever et à emporter aux fins d'analyse des échantillons des matières et substances utilisées ou manipulées, pourvu que l'employeur ou son représentant soit averti que des matières ou substances ont été prélevées et emportées à cette fin.

2. À l'occasion d'une visite d'inspection, l'inspecteur devra informer de sa présence l'employeur ou son représentant, à moins qu'il n'estime qu'un tel avis risque de porter préjudice à l'efficacité du contrôle.
Ces dispositions sont indispensables à la constatation de certaines infractions et tout particulièrement de celles relatives au travail dissimulé. Les inspecteurs et contrôleurs peuvent se faire communiquer les registres et documents tenus obligatoirement par l'employeur.

### Les suites données aux contrôles
L'action de contrôle se concrétise de plusieurs manières :
- simple observation : il s'agit du constat d'une infraction sans que soit immédiatement données de suites pénales. Il s'agit, de très loin, du mode d'intervention le plus pratiqué par les inspecteurs du travail ;
- mise en demeure[9] : prévue dans certaines situations et souvent préalables à une sanction, il s'agit d'une décision administrative qui permet à l'agent d'imposer à un employeur l'obligation de régulariser une infraction dans un délai très court ;
- procès-verbal[10] : il s'agit d'un acte juridique qui demande des sanctions pénales relevant des tribunaux de police et correctionnels ;
- arrêt des travaux en cas de danger grave et imminent dans tous secteurs d'activité[11] ;
- arrêt d'activité en cas de danger grave et imminent dans tous secteurs d'activité ;
- référé devant le tribunal de grande instance[12] pour obtenir du juge une ordonnance obligeant sous astreinte financière l'employeur à prendre les mesures aptes à faire cesser l'infraction y compris fermeture temporaire d'un établissement ou d'un chantier ;
- signalement au parquet par l'article 40 du code de procédure pénale. Cet article dispose :

 Le procureur de la République reçoit les plaintes et les dénonciations et apprécie la suite à leur donner conformément aux dispositions de l'article 40-1. Toute autorité constituée, tout officier public ou fonctionnaire qui, dans l'exercice de ses fonctions, acquiert la connaissance d'un crime ou d'un délit est tenu d'en donner avis sans délai au procureur de la République et de transmettre à ce magistrat tous les renseignements, procès-verbaux et actes qui y sont relatifs.
- sanction administrative (amendes, pénalités de retards, ...) ;
- décision administrative (retrait d'un apprenti, ...).

### Rôle d'information et de conseil
Les agents de l'inspection du travail ont également un rôle de renseignement sur la règlementation auprès des salariés et des employeurs (article 3 de la convention 81). Ainsi, ils renseignent le public sur l'ensemble des dispositions applicables. Ils interviennent également, à la demande des parties, en cas de conflits collectifs du travail.

### Rôle de conciliation
Les agents de contrôle interviennent également, à la demande des parties, en cas de conflits collectifs du travail. Ce rôle de conciliation amiable est consacré par la convention n°81 de l'OIT.

### Pouvoirs administratifs
Outre leur fonction de contrôle, de conseil et d'information, les inspecteurs du travail disposent de pouvoirs propres, donnant lieu à des décisions administratives. Les contrôleurs du travail du travail ne peuvent se substituer aux inspecteurs dans l'exercice de ces pouvoirs. Par suppléance, les inspecteurs sont donc amenés à prendre des décisions qui concernent un établissement situé sur une section attribuée à un contrôleur du travail. Ces décisions sont souvent prises dans le cadre des demandes formulées par les usagers, en général les employeurs. Les principaux sujets concernés sont :  
- Les dérogations à certaines dispositions du code du travail lorsque celui-ci le prévoit : durées quotidiennes maximales de travail, travail des jeunes, installations sanitaires...
- Les autorisations : licenciement de salariés protégés, emploi de mineurs de 16 ans durant les vacances scolaires...
- Décisions relatives au règlement intérieur : l'inspecteur du travail peut enjoindre à l'employeur de modifier le règlement intérieur, de retirer des clauses illicites ou d'y ajouter des dispositions obligatoires.

Depuis 2008, l'administration du travail est chargée de l'homologation des ruptures conventionnelles. L'inspecteur du travail est donc compétent pour connaître des demandes d'autorisation de rupture conventionnelle des contrats de travail des salariés protégés.
Certaines dérogations relèvent de la compétence du DREETS. C'est le cas concernant les dérogations à la durée hebdomadaire maximale de travail. 

## Garanties et déontologie
La convention 81 offre des garanties indispensables sur les conditions d'exercice de la fonction :
- indépendance (article 6) : les inspecteurs du travail sont prémunis de toute influence extérieure indue
- libre décision (article 17) : pour obtenir l'application de la réglementation, les inspecteurs sont libres sur le choix des moyens juridiques

Ils doivent également respecter certaines obligations :
- confidentialité des plaintes (article 15) : les inspecteurs du travail ne doivent pas révéler aux employeurs l'identité des personnes qui les ont saisis, ni même si le contrôle qu'ils exercent fait suite à une plainte.
- probité (article 15) : les inspecteurs du travail ne doivent pas être intéressés personnellement aux entreprises qu'ils sont chargés de contrôler
- secret professionnel (L 8113-10 et 11 du code du travail) : ils ne doivent pas (même après avoir quitté leurs fonctions) divulguer les secrets de fabrication dont ils ont eu connaissance.

La loi du 8 août 2016 consacre un code de déontologie du service public de l'inspection du travail et donne donc un cadre déontologique aux obligations et aux comportements professionnels des agents d'inspection du travail. Le code de déontologie figure aux articles R.8124-1 à R.8124-33 du code du travail.

## Statistiques en France
Selon les rapports officiels présentés par la France à l'Organisation internationale du travail (OIT) :
|                                                                 | 2019    | 2018    | 2017    | 2016    | 2015    | 2014    | 2013    | 2012    | 2011    |
| --------------------------------------------------------------- | ------- | ------- | ------- | ------- | ------- | ------- | ------- | ------- | ------- |
| Nombre d'agents de contrôle                                     | 2175    | 2137    | 2016    | 2251    | 2188    | 2236    | 2 101   | 2 211   | 2 246   |
| dont responsables d'unité de contrôle                           | 219     | 210     | 195     | 208     | 209     | 226     |         |         |         |
| dont inspecteurs (y compris ceux en formation à partir de 2014) | 1796    | 1723    | 1477    | 1506    | 1196    | 1060    | 781     | 783     | 796     |
| dont contrôleurs                                                | 379     | 414     | 539     | 745     | 992     | 1176    | 1 320   | 1 428   | 1 450   |
| Nombre d'entreprises assujetties (en million)                   | 1,81    | 1,81    | 1,81    | 1,76    | 1,82    | 1,82    | 1,80    | 1,82    | 1,82    |
| Interventions                                                   | 295 890 | 280 248 | 262 550 | 253 000 | 201 600 | 220 800 | 294 000 | 265 300 | 356 200 |
| Lettres d'observation                                           | 143 306 | 135 660 | 125 084 | 155 000 | 119 272 | 131 639 | 183 500 | 163 000 | 226 300 |
| Mises en demeure                                                | 5 837   | 4 838   | 3 980   | 4 750   | 2 444   | 3 068   | 5 375   | 5 515   | 6 573   |
| Procédures pénales engagées                                     | 5 363   | 5 000   | 4 385   | 8 390   | 2 785   | 3 748   | 6 374   | 7 624   | 8 345   |
| Sanctions administratives                                       | 2 246   | 1 776   | 1 555   | 950     | 19      |         |         |         |         |
| Référés                                                         |         |         |         |         |         |         | 63      | 31      | 85      |
| Arrêts et reprises de travaux                                   | 7 199   | 5 812   | 6 068   | 5 180   | 3 973   | 4 498   | 6 517   | 6 223   | 9 053   |
| Enquêtes (et examens de documents à partir de 2014)             | 143 306 | 135 660 | 125 084 | 53 600  | 86 479  | 91 226  | 64 736  | 59 665  | 82 406  |

## Influences extérieures indues et agressions
Les agents de l’Inspection du travail font parfois face aux obstacles, injures, menaces, pressions et influences extérieures indues aux origines multiples et variées (employeurs, salariés, syndicats, politiques).
Leur action se heurte parfois à une opposition de la part d'usagers ou de leurs représentants qui peut prendre toutes les formes allant de la simple manifestation de mauvaise humeur, à l'obstacle à l'exercice des fonctions qui constitue un délit pénalement réprimé appelé « délit d'obstacle », parfois accompagné d'outrage, violence ou résistance impliquant alors, en outre la mise en œuvre des dispositions du code pénal relatifs à de tels faits. Une tragique illustration de ces tensions est survenue le 2 septembre 2004, quand un agriculteur de Saussignac (Dordogne), tua un contrôleur du travail et un contrôleur de la mutualité sociale agricole, Sylvie Trémouille et Daniel Buffière. Le meurtrier a été condamné le 9 mars 2007 par la cour d'assises de la Dordogne à 30 ans de prison.
D'autres atteintes ou agressions se sont produites ces dernières années. Gênée par l’action d’une inspectrice du travail, la société Tefal a fait pression sur le directeur départemental du travail pour l’écarter,. Cette inspectrice a ensuite été poursuivie par le Procureur de la République d'Annecy et a été condamnée par le tribunal correctionnel pour violation du secret professionnel et « recel de correspondances électroniques et de données internes à la société Tefal ». La condamnation a été confirmée en appel.
Lors de la pandémie de Covid-19, les relations se dégradent entre les inspecteurs du travail et la ministre du Travail Muriel Pénicaud. Quatre organisations syndicales de l'inspection du travail saisissent l'organisation internationale du travail (OIT) afin de protester contre ce qu'elles considèrent comme des pressions visant à « entraver leur travail de protection des salariés ». Le 14 avril, un inspecteur du travail est mis à pied par la DGT après avoir notamment saisi le juge des référés pour obtenir la mise à disposition de masques de protection FFP2 ou FFP3 pour les salariés d'une association d'aide à domicile, malgré le désaccord de sa hiérarchie, ce qui déclenche une polémique, et conduit à la démission, le 11 septembre 2020, du directeur général du Travail Yves Struillou critiqué par la nouvelle ministre Élisabeth Borne.

## Inspecteurs connus
- Anne Hidalgo
- Gérard Filoche
- Michel Miné
- Pierre Hamp
- Yves Struillou
- Anthony Smith

## Dans la fiction
- Corporate, inspiré de l'Affaire France Télécom
- Au Cœur de l'Inspection du travail, un film de Jean-Yves Cauchard

#### Ouvrages
- Xavier Haubry, Le contrôle de l'inspection du travail et ses suites, Éditions L'Harmattan, 2010, 2e éd.
- Thomas Kapp, Jean-Pierre Terrier et Paul Ramackers, Le Système d'inspection du travail, Liaisons-INTEFP, 2013, 2e éd.
- Paul Ramackers et Laurent Vilboeuf, L'Inspection du travail, PUF, 1997
- Comment devenir inspecteur du travail ?, brochure éditée par le ministère du Travail, 2006
- L'Inspection du travail de Paul Ramackers et Laurent Vilbœuf, Que sais-je ?, 1997
- Conceptions et mutations de l'inspection du travail de Pierre Prévosteau, thèse de droit, édition Ministère de l'emploi et de la solidarité, 1997
- L'Inspection du travail, organisation, missions, pouvoirs de Paul Ramackers et Laurent Vilbœuf, Jurisclasseur, Traité, 2004
- L'Administration du travail de Paul Ramackers, Jurisclasseur, Traité, 2006
- On achève bien les inspecteurs du travail... de Gérard Filoche (inspecteur du travail), Jean-Claude Gawsevitch éditeur, 2004
- Carnets d'un inspecteur du travail de Gérard Filoche (inspecteur du travail), éditions Ramsay, 2004
- Le Travail jetable de Gérard Filoche (inspecteur du travail), éditions Ramsay, 1997
- « L'inspecteur du travail », Liaisons sociales, 11345, numéro spécial, décembre 1992
- La création de l'inspection du travail: La condition ouvrière d'après les débats parlementaires de 1881 à 1892 de William Grossin, L'Harmattan, 1990
- Vincent Viet, Les Voltigeurs de la République. L'Inspection du travail en France jusqu'en 1914, Paris, CNRS éditions, 1994, 630 p.
- Vincent Viet, Votre travail nous regarde ! Enquête associative et institutionnelle sur l'Inspection du travail (1980-2020), Arbre Bleu éditions, 2022,340 p
- Alain CHATRIOT, Odile JOIN-LAMBERT, Vincent VIET,  (dir.), Les politiques du Travail (1906-2006), Rennes, PUR, Coll. « Pour une histoire du travail », 2006, 516 p
- Inspecteurs et inspection du travail sous la IIIe et la IVe République de Collectif, La Documentation française, 1998
- Les actes de l'inspection du travail en matière de sécurité : la place du droit dans la justification des relevés d'infraction Dodier Nicolas, Sciences sociales et santé, 1988, Volume 6-1, pages 7-28
- Les funambules du droit du travail : pratiques de l'Inspection du travail Revue Droit Social, 1985, no 4, pages 271-280
- Brefs propos sur les modalités d'intervention de l'Inspection du travail Revue Droit Social, numéros 7-8, pages 464-471
- L'Inspection du travail en France en 1998. les chiffres clés de Collectif, La Documentation française, 2000
- L'Inspection du travail, Bureau international du travail, 2000
- Gérard Lyon-Caen et Jean Pellissier, Droit du travail, Dalloz, 1996
- Marie-Thérèse Join-Lambert, Politiques sociales, Presses de Sciences-Po et Dalloz, 1997
- Marie-Thérèse Join-Lambert, Pierre Hamp : inspecteur du travail et écrivain humaniste, L'Harmattan, 2006,  (ISBN 2-7475-9668-0)
- De l'inégalité des mobilités dans la fonction publique : les inspectrices du travail 1878-1974 Travail et Emploi, 2011/3, numéro 127, 92 pages
- L’inspection du travail face à la demande individuelle, Kapp Thomas, Le Droit ouvrier, numéro 653, décembre 2002

- « L'inspecteur du travail », reportage de Jean-Louis Rioual, réalisation : Renaud Dalmar. Un documentaire diffusé le 14 octobre 2004 (rediff. le 30 décembre 2013) dans l'émission Les pieds sur terre sur France Culture, (25 min). À Dôle, dans le Jura, Ian Dufour, inspecteur du travail intervient sur un chantier.